# EZTV
EZTV war eine TV-Torrent-Vertriebsgruppe, die im Mai 2005 gegründet und im April 2015 nach einer feindlichen Übernahme ihrer Domains und Marke durch EZCLOUD LIMITED aufgelöst wurde. EZTV wurde schnell zur meistbesuchten Torrent-Site für TV-Sendungen.

## Geschichte

### Gründung
Die Gruppe wurde von NovaKing mit einer losen Koalition von Freiwilligen als Reaktion auf das erzwungene Verschwinden von TVTorrents.tv und btefnet per Gerichtsverfahren gegründet und hat keine formellen Verbindungen zu ihren Vorgängern.
Nach der Schließung von TVTorrents und btefnet hatte die BitTorrent-Gemeinschaft das Bedürfnis nach einer Website, die ihre Inhalte moderiert. Die beiden Gruppen waren dafür bekannt, dass sie nie gefälschte Links anboten, was auf öffentlichen BitTorrent-Websites vor den Verbesserungen bei der von der Gemeinschaft betriebenen Filterung in den letzten Jahren recht häufig auftrat. Eine Gruppe von Freiwilligen fand sich im IRC-Kanal #EZTV im EFnet IRC-Netzwerk zusammen, um eine TV-Torrent-Gruppe von Grund auf zu gründen, um diese Lücke in der öffentlichen Bittorrent-Szene zu füllen.
Die Idee hinter EZTV war eine Gruppe zu gründen, die an die Aktivitäten ihrer Vorgängerinnen anschloss und dabei die "Schwachstellen" zu vermeiden, die sie zu Fall gebracht hatten. Das bedeutete, dass EZTV niemals eigene Torrent-Dateien hosten und eine dynamische und undurchsichtige Führungsstruktur haben sollte, um kein offensichtliches Ziel für Rechtsstreitigkeiten zu bieten.
Darüber hinaus wurde beschlossen, dass EZTV eine rein gemeinnützige Gruppe sein sollte, die von ihren Nutzern weder Geld verlangt noch Werbung schaltet, um Rechtsstreitigkeiten wegen „Gewinn aus Piraterie“ zu vermeiden. EZTV wurde vollständig auf freiwilliger Basis betrieben. Dieses Profil hat die Seite zu einem beliebten Ziel für die öffentliche Torrent-Szene gemacht.

### EZTVEFNET.org
In den ersten Jahren seines Bestehens hostete EZTV seine Website unter dem Domainnamen eztvefnet.org. Ab Oktober 2007 leitete diese Domain jedoch auf eine Google-Suche nach "eztv" um. Unter Berufung auf „administrative Probleme“ hatte EZTV die Kontrolle über ihre Domain verloren und leitete die Nutzer auf eztv.it um. Nachdem die italienischen Behörden die Domäne EZTV.it abgeschaltet hatten, wurden die Nutzer auf eztv.ch umgeleitet.
Im April 2008 wurde der alte Domainname geparkt und von einer anderen Website übernommen.

### Stabilitätsprobleme
Vielen Berichten zufolge wurde EZTV einige Jahre lang von mehreren – manchmal längeren – Ausfallzeiten geplagt.

### Piratebay-Razzia
Am 9. Dezember 2014 führte die schwedische Polizei eine Razzia bei The Pirate Bay durch, bei der Server, Computer und andere Geräte beschlagnahmt wurden, was zum Ausfall von EZTV führte.
Am 11. Dezember gab EZTV wieder Torrents frei, obwohl die Hauptseite nur über Proxyseiten und noch nicht über die reguläre Domain erreichbar war. Ab dem 22. Dezember 2014 war EZTV für einige Wochen wieder über die Domain EZTV.ch erreichbar.

### Feindliche Übernahme
Unter dem Druck von Urheberrechtsinhabern reichte die italienische Registrierungsstelle jedoch eine Beschwerde wegen einiger Formalitäten ein. Angesichts einer möglichen Beschlagnahmung der Domain EZTV.it sah man keine andere Möglichkeit als den Wechsel zu einer neuen Domain. Die Domain EZTV.it wurde abgemeldet und einige Monate später von Betrügern übernommen, die versuchten EZTV als ihren eigenen Namen auszugeben. Im Gegensatz zum echten EZTV öffnet diese .it-Domain Fenster mit Werbung.
Ab dem 25. April 2015 waren EZTV.ch und EZTV-Proxy.net, der „halb “akzeptierte Proxy, unter Kontrolle von EZCLOUD LIMITED. Zeitgleich mit der Übernahme der EZTV.ch-Domain und des EZTV-Proxy.net-Proxys begann die Betrügergruppe EZCLOUD LIMITED mit Versuchen, die Online-Identitäten zu übernehmen, indem sie sich auf ihren eigenen Klonen der Original-Websites als diese ausgab, den Markennamen weiter assimilierte und die Arbeitsweise und Kommunikation der ursprünglichen Gruppe störte und versuchte, mit Bitcoin und Werbung auf diesen gekaperten Sites Einnahmen zu erzielen. EZCLOUD LIMITED verschaffte sich über die Registrierstelle Zugang zur Domäne EZTV.se und setzte Novakings Daten zurück, wodurch sie Zugang zu den Domänenkonten für EZTV erhielten; mit diesem Zugang entwendeten sie die EZTV-Domains und sperrten Novaking aus.
KickassTorrents, BT-Chat und The Pirate Bay setzten die offiziellen EZTV-Konten aus oder deaktivierten sie und fügten Warnungen zu den alten Veröffentlichungen hinzu, während ehemalige EZTV-Mitarbeiter weiterhin davor warnten, die zurückgebliebene Betrugsseite zu nutzen.

### Nachwirkungen
Nachdem der ursprüngliche Eigentümer NovaKing und seine Mitarbeiter nach der feindlichen Übernahme gekündigt hatten, wurde das EZTV-Branding von den Mitgliedern von EZCLOUD LIMITEDEZ unter der Domain EZTV.io verwendet. Im Jahr 2020 wurde diese Domain aufgrund von Streitigkeiten deaktiviert, woraufhin EZTV auf eine neue Domain wechselte. Dies führte dazu, dass EZTV in den Niederlanden gesperrt wurde, da es dieselbe Cloudflare-IP-Adresse wie The Pirate Bay hatte. Dies wurde später behoben, indem EZTV auf eine andere IP-Adresse umzog.

## Ehemalige Partner
Im Laufe der Jahre hat sich EZTV an mehreren Partnerschaften beteiligt.

### EZTV und VTV
Anfänglich traten EZTV und die andere TV-Torrent-Vertriebsgruppe VTV als Konkurrenten auf, allerdings mit unterschiedlichen Ansätzen. Im Laufe der Zeit wurde jedoch deutlich, dass die beiden Gruppen in gewisser Weise zusammenarbeiten, da VTV über den IRC-Kanal und die Website von EZTV Veröffentlichungen vertreibt, die EZTV nicht vertreibt.

### EZTV und MVGroup
Im Sommer 2008 initiierten EZTV und die Dokumentarfilm-Torrent-Vertriebsgruppe MVGroup eine Partnerschaft, in deren Rahmen die Torrents von MVG von EZTV über deren IRC-Kanal und Website vertrieben wurden. Die Vereinbarung kam beiden Seiten zugute, da MVG eine größere Bekanntheit und eine erheblich verbesserte Seeder-Basis erhielt, während EZTV die Liste der verfügbaren Sendungen erweiterte.
In einer Erklärung an TorrentFreak sagten die MVGroup-Administratoren, dass sie "die Gelegenheit nutzen möchten, um EZTV dafür zu danken, dass es uns hilft, das Vermächtnis unseres Gründers fortzuführen, nämlich qualitativ hochwertiges Bildungsmaterial über P2P zu verbreiten, und zwar für jedermann und kostenlos (...)".
Einen Monat vor dieser Ankündigung war der Gründer der MVG, Merrin, nach langer Krankheit gestorben.

### EZTV und VODO
Der Creative-Commons-Medienvertrieb VODO hat seit langem eine prominente Position auf der EZTV-Website inne. EZTV war neben The Pirate Bay, Mininova, isoHunt und anderen eine der ersten Torrent-Gruppen, die ihrem Publikum VODO zur Verfügung stellte.

## ISP Blockade
EZTV und seine RSS-Website ezRSS werden derzeit von mehreren Internetanbietern in Italien und im Vereinigten Königreich auf Antrag von MPA und FACT gesperrt.
Seit August 2017 haben die australischen Internetanbieter unter anderem EZTV gesperrt.